# Antonie Galušková
Antonie Galušková (* 17. května 2001, Strakonice) je česká vodní slalomářka, která jezdí především disciplínu kajak (K1) a závodí také v kajak krosu (KX1). Je juniorskou mistryní světa a vicemistryní Evropy z roku 2017. V roce 2022 vyhrála mistrovství Evropy v kategorii U23, a v roce 2023 obsadila druhé místo na Evropských hrách v kategorii dospělých.
V roce 2024 se probojovala na Olympijské hry, kde bude závodit na kajaku i v kajak krosu.

## Sportovní kariéra

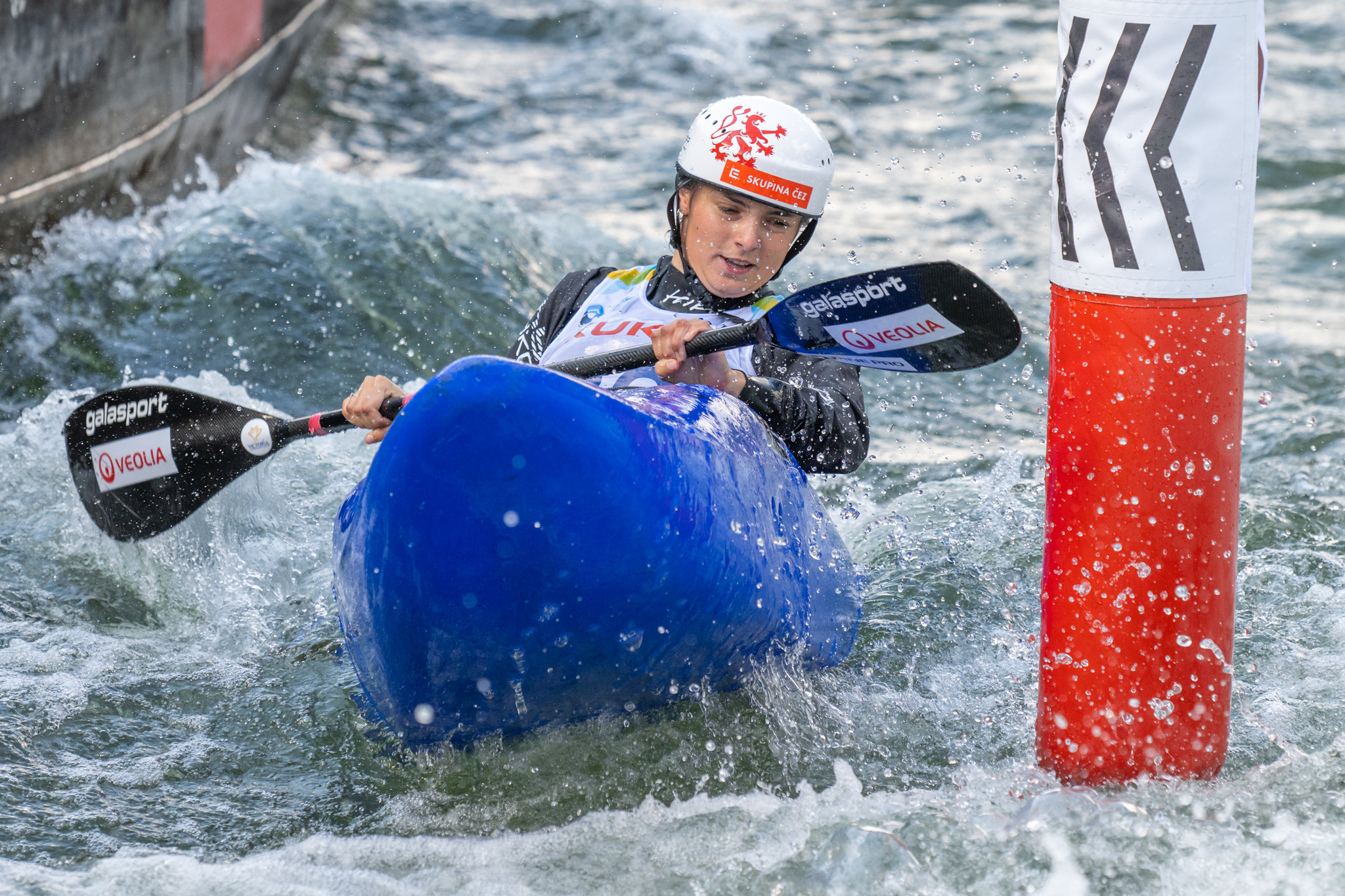
Antonie Galušková ná mistrovství světa 2022

Jezdit na vodě začala Antonie Galušková ve svých pěti letech na Otavě v západočeské Sušici. Pod vedením svého otce Vladislava Galušky dosáhla úspěchů na žákovské a dorostenecké úrovni.[zdroj?] Od juniorských let trénuje v oddílu USK Praha. V juniorských letech patřila do tréninkové skupiny Michala Buchtela; v dospělé kategorii se přesunula k trenérovi Miroslavu Říhovi.

### 2024
V tomto roce se probojovala do české reprezentace pro závody Světového poháru na kajaku (zde v nominaci zvítězila), tak do závodů v kajak krosu.
Zvítězila v celkovém pořadí Českého poháru v závodech na kajaku (K1) a stala se taky mistryní České republiky v této kategorii.

#### Olympijské hry
Díky výsledkům v letech 2023 a 2024 si na základě postupového klíče (mistrovství světa 2023 v Londýně, nominační závody 2024 a mistrovství Evropy 2024 ve slovinském Tacenu) se kvalifikovala v kategorii K-1 na Letní olympijské hry 2024 v Paříži. Zde postoupila do semifinále, kde však neprojela jednu branku, skončila na 21. místě a do finále se nekvalifikovala.
Soutěžila také v kategorii KX-1 kajak kros. Zde v prvním kole zvítězila ve své jízdě a postoupila přímo do rozjížděk, kde ale dojela čtvrtá, a tím skončila na celkovém 23. místě.